# Giro di Danimarca 2023
Il Giro di Danimarca 2023, trentaduesima edizione della corsa, valevole come trentacinquesima prova dell'UCI ProSeries 2023 categoria 2.Pro, si svolse in cinque tappe dal 15 al 19 agosto 2023 su un percorso totale di 737 km, con partenza da Aalborg e arrivo a Helsingør, in Danimarca. La vittoria fu appannaggio del danese Mads Pedersen, il quale completò il percorso in 16h49'16" precedendo i connazionali Mattias Skjelmose e Magnus Cort Nielsen.

## Tappe
| Tappa  | Data      | Percorso                                  | km    | Vincitore di tappa | Leader cl. generale |
| ------ | --------- | ----------------------------------------- | ----- | ------------------ | ------------------- |
| 1ª     | 15 agosto | Aalborg > Aalborg                         | 169,9 | Søren Wærenskjold  | Søren Wærenskjold   |
| 2ª     | 16 agosto | Kjellerup > Silkeborg                     | 163,6 | Fabio Jakobsen     | Søren Wærenskjold   |
| 3ª     | 17 agosto | Vejen > Vejle                             | 209   | Mattias Skjelmose  | Mattias Skjelmose   |
| 4ª     | 18 agosto | Kalundborg > Bagsværd                     | 178,4 | Fabio Jakobsen     | Mattias Skjelmose   |
| 5ª     | 19 agosto | Helsingør > Helsingør (cron. individuale) | 16,1  | Mads Pedersen      | Mads Pedersen       |
| Totale | Totale    | Totale                                    | 737   |                    |                     |

## Dettagli delle tappe

### 1ª tappa
- 15 agosto: Aalborg > Aalborg – 169,9 km

Risultati
| Pos. | Corridore         | Squadra | Tempo    |
| ---- | ----------------- | ------- | -------- |
| 1    | Søren Wærenskjold | Uno-X   | 3h50'10" |
| 2    | Fabio Jakobsen    | Soudal  | a 6"     |
| 3    | Mads Pedersen     | Lidl    | s.t.     |

| Pos. | Corridore         | Squadra | Tempo    |
| ---- | ----------------- | ------- | -------- |
| 1    | Søren Wærenskjold | Uno-X   | 3h50'10" |
| 2    | Fabio Jakobsen    | Soudal  | a 10"    |
| 3    | Mads Pedersen     | Lidl    | a 12"    |

### 2ª tappa
- 16 agosto: Kjellerup > Silkeborg – 163,6 km

Risultati
| Pos. | Corridore         | Squadra | Tempo    |
| ---- | ----------------- | ------- | -------- |
| 1    | Fabio Jakobsen    | Soudal  | 3h41'09" |
| 2    | Søren Wærenskjold | Uno-X   | s.t.     |
| 3    | S. Kragh Andersen | Alpecin | s.t.     |

| Pos. | Corridore         | Squadra | Tempo    |
| ---- | ----------------- | ------- | -------- |
| 1    | Søren Wærenskjold | Uno-X   | 7h31'03" |
| 2    | Fabio Jakobsen    | Soudal  | a 6"     |
| 3    | Mads Pedersen     | Lidl    | a 18"    |

### 3ª tappa
- 17 agosto: Vejen > Vejle – 209 km

Risultati
| Pos. | Corridore           | Squadra | Tempo    |
| ---- | ------------------- | ------- | -------- |
| 1    | Mattias Skjelmose   | Lidl    | 4h59'31" |
| 2    | Mads Pedersen       | Lidl    | a 10"    |
| 3    | Magnus Cort Nielsen | EF      | a 43"    |

| Pos. | Corridore         | Squadra | Tempo     |
| ---- | ----------------- | ------- | --------- |
| 1    | Mattias Skjelmose | Lidl    | 12h30'46" |
| 2    | Mads Pedersen     | Lidl    | a 10"     |
| 3    | M. Cort Nielsen   | EF      | a 49"     |

### 4ª tappa
- 18 agosto: Kalundborg > Bagsværd – 178,4 km

Risultati
| Pos. | Corridore      | Squadra     | Tempo    |
| ---- | -------------- | ----------- | -------- |
| 1    | Fabio Jakobsen | Soudal      | 4h00'36" |
| 2    | Mads Pedersen  | Lidl        | s.t.     |
| 3    | Luca Colnaghi  | Gr. Project | s.t.     |

| Pos. | Corridore         | Squadra | Tempo     |
| ---- | ----------------- | ------- | --------- |
| 1    | Mattias Skjelmose | Lidl    | 16h31'22" |
| 2    | Mads Pedersen     | Lidl    | a 4"      |
| 3    | M. Cort Nielsen   | EF      | a 49"     |

### 5ª tappa
- 19 agosto: Helsingør > Helsingør – Cronometro individuale - 16,1 km

Risultati
| Pos. | Corridore           | Squadra | Tempo  |
| ---- | ------------------- | ------- | ------ |
| 1    | Mads Pedersen       | Lidl    | 17'50" |
| 2    | Søren Wærenskjold   | Uno-X   | a 24"  |
| 3    | Magnus Cort Nielsen | EF      | a 34"  |

| Pos. | Corridore         | Squadra | Tempo     |
| ---- | ----------------- | ------- | --------- |
| 1    | Mads Pedersen     | Lidl    | 16h49'16" |
| 2    | Mattias Skjelmose | Lidl    | a 41"     |
| 3    | M. Cort Nielsen   | EF      | a 1'19"   |

## Evoluzione delle classifiche
| Tappa              | Vincitore          | Classifica generale Maglia azzurra | Classifica a punti Maglia verde | Classifica scalatori Maglia a pois neri | Classifica giovani Maglia bianca | Premio combattività Maglia Blu | Classifica a squadre   |
| ------------------ | ------------------ | ---------------------------------- | ------------------------------- | --------------------------------------- | -------------------------------- | ------------------------------ | ---------------------- |
| 1ª                 | Søren Wærenskjold  | Søren Wærenskjold                  | Søren Wærenskjold               | Mads Østergaard Kristensen              | Filippo Ridolfo                  | Mads Østergaard Kristensen     | Uno-X Pro Cycling Team |
| 2ª                 | Fabio Jakobsen     | Søren Wærenskjold                  | Søren Wærenskjold               | Frederik Irgens Jensen                  | Filippo Ridolfo                  | Daniel Stampe                  | Uno-X Pro Cycling Team |
| 3ª                 | Mattias Skjelmose  | Mattias Skjelmose                  | Mads Pedersen                   | Nicklas Amdi Pedersen                   | Kasper Andersen                  | Nicklas Amdi Pedersen          | Lidl-Trek              |
| 4ª                 | Fabio Jakobsen     | Mattias Skjelmose                  | Fabio Jakobsen                  | Nicklas Amdi Pedersen                   | Kasper Andersen                  | Emil Vinjebo                   | Lidl-Trek              |
| 5ª                 | Mads Pedersen      | Mads Pedersen                      | Mads Pedersen                   | Nicklas Amdi Pedersen                   | Logan Currie                     | Emil Vinjebo                   | Lidl-Trek              |
| Classifiche finali | Classifiche finali | Mads Pedersen                      | Mads Pedersen                   | Nicklas Amdi Pedersen                   | Logan Currie                     | Emil Vinjebo                   | Lidl-Trek              |

Maglie indossate da altri ciclisti in caso di due o più maglie vinte
- Nella 2ª e 3ª tappa Fabio Jakobsen ha indossato la maglia verde al posto di Søren Wærenskjold.
- Nella 2ª tappa Frederik Muff ha indossato la maglia blu al posto di Mads Østergaard Kristensen.
- Nella 4ª tappa Jeppe Aaskov Pallesen ha indossato la maglia blu al posto di Nicklas Amdi Pedersen.

## Classifiche finali

### Classifica generale - Maglia azzurra
| Pos. | Corridore           | Squadra | Tempo     |
| ---- | ------------------- | ------- | --------- |
| 1    | Mads Pedersen       | Lidl    | 16h49'16" |
| 2    | Mattias Skjelmose   | Lidl    | a 41"     |
| 3    | Magnus Cort Nielsen | EF      | a 1'19"   |
| 4    | Søren Wærenskjold   | Uno-X   | a 1'29"   |
| 5    | Florian Vermeersch  | Lotto   | a 2'03"   |
| 6    | Alexander Kamp      | Tudor   | a 2'12"   |
| 7    | Brent Van Moer      | Lotto   | a 2'28"   |
| 8    | Mathias Bregnhøj    | Leopard | s.t.      |
| 9    | Toms Skujiņš        | Lidl    | a 2'30"   |
| 10   | Magnus Bak Klaris   | R. Suri | a 2'34"   |

### Classifica a punti - Maglia verde
| Pos. | Corridore           | Squadra | Punti |
| ---- | ------------------- | ------- | ----- |
| 1    | Mads Pedersen       | Lidl    | 57    |
| 2    | Søren Wærenskjold   | Uno-X   | 48    |
| 3    | Fabio Jakobsen      | Soudal  | 42    |
| 4    | Mattias Skjelmose   | Lidl    | 30    |
| 5    | Magnus Cort Nielsen | EF      | 26    |

### Classifica scalatori - Maglia a pois neri
| Pos. | Corridore               | Squadra   | Punti |
| ---- | ----------------------- | --------- | ----- |
| 1    | Niklas Amdi Pedersen    | ColoQuick | 40    |
| 2    | Jeppe Aaskov Pallesen   | HRE       | 32    |
| 3    | Wessel Krul             | Human     | 26    |
| 4    | Frederik Irgens Jensen  | BHS       | 22    |
| 5    | Mads Østerg. Kristensen | Leopard   | 20    |

### Classifica giovani - Maglia bianca
| Pos. | Corridore       | Squadra   | Tempo     |
| ---- | --------------- | --------- | --------- |
| 1    | Logan Currie    | Bolton    | 16h52'07" |
| 2    | Tobias Svarre   | ColoQuick | a 27"     |
| 3    | Kasper Andersen | Danimarca | a 1'13"   |
| 4    | Matyáš Kopecký  | Novo      | a 3'09"   |
| 5    | Jenno Berckmoes | Flanders  | a 4'59"   |

### Classifica a squadre
| Pos. | Squadra                  | Tempo     |
| ---- | ------------------------ | --------- |
| 1    | Lidl-Trek                | 50h30'36" |
| 2    | EF Education-EasyPost    | a 4'36"   |
| 3    | Leopard Togt Pro Cycling | a 5'27"   |
| 4    | Alpecin-Deceuninck       | a 5'33"   |
| 5    | Tudor Pro Cycling Team   | a 5'58"   |